# Isochorista acrodesma
Isochorista acrodesma är en fjärilsart som beskrevs av Oswald Beltram Lower 1902. Isochorista acrodesma ingår i släktet Isochorista och familjen vecklare. Inga underarter finns listade i Catalogue of Life.